# Landgericht Bartenstein
Das Landgericht Bartenstein war ein preußisches Gericht der ordentlichen Gerichtsbarkeit im Bezirk des Oberlandesgerichts Königsberg mit Sitz in Bartenstein.

## Geschichte
Das königlich preußische Landgericht Bartenstein wurde mit Wirkung zum 1. Oktober 1879 als eines von sieben Landgerichten im Bezirk des Oberlandesgerichtes Königsberg gebildet. Der Sitz des Gerichtes war Bartenstein. Das Landgericht war danach für die Kreise Friedland, Gerdauen, Heilsberg, Preußisch Eylau und Rößel zuständig. Ihm waren folgende 17 Amtsgerichte zugeordnet:
| Amtsgericht                        | Sitz                    | Bezirk |
| ---------------------------------- | ----------------------- | --- |
| Amtsgericht Barten                 | Barten                  | aus dem Kreis Rastenburg der Stadtbezirk Barten und die Amtsbezirke Barten (Domäne), Baumgarten, Jäglack, Paaris, Prassen, Sansgarben und Standlack |
| Amtsgericht Bartenstein            | Bartenstein             | Kreis Friedland ohne die Teile, die den Amtsgerichten Domnau (in Domnau), Friedland (in Friedland) und Schippenbeil (in Schippenbeil) zugeordnet waren sowie die Amtsbezirke Albrechtsdorf, Beisleiden, Borken, Reddenau und Tolks aus dem Kreis Preußisch Eylau. |
| Amtsgericht Bischofsburg           | Bischofsburg            | aus dem Kreis Rößel der Stadtbezirk Bischofsburg und die Amtsbezirke Bössau, Raschung, Sadlowo, Stanislewo und Wengoyen |
| Amtsgericht Bischofstein           | Bischofstein            | aus dem Kreis Rößel der Stadtbezirk Bischofstein und die Amtsbezirke Glockstein, Klackendorf, Lautern, Santoppen und Sturmhügel |
| Amtsgericht Creuzburg i. Ostpr.    | Creuzburg               | aus dem Kreis Preußisch Eylau der Stadtbezirk Creuzburg und die Amtsbezirke Arnsberg, Jesau, Kilgis, Moritten, Penken, Rositten, Schrombehnen, Sollnicken, Tharau und Wackern                                                                                     |
| Amtsgericht Domnau                 | Domnau                  | aus dem Kreis Friedland der Stadtbezirk Domnau und die Amtsbezirke Schloss Domnau, Galben, Kapsitten, Lisenfeld, Puschkeiten und Großsaalau sowie aus dem Kreis Preußisch Eylau die Amtsbezirke Abschwangen, Blankenau und Uderwangen                             |
| Amtsgericht Friedland (Ostpreußen) | Friedland in Ostpreußen | aus dem Kreis Friedland der Stadtbezirk Friedland und die Amtsbezirke Abarten, Allenau, Althof, Böttchersdorf, Dietrichswalde, Karschau, Mertensdorf, Schönwalde, Großporwitten und Großwohnsdorf                                                                 |
| Amtsgericht Gerdauen               | Gerdauen                | der Kreis Gerdauen außer dem Teil, der dem Amtsgericht Nordenburg zugeordnet war |
| Amtsgericht Guttstadt              | Guttstadt               | aus dem Kreis Heilsberg der Stadtbezirk Guttstadt und die Amtsbezirke Arnsdorf, Elbitten, Glottau, der forstfiskalische Gutsbezirk Guttstadt, Heiligenthal, Rosberg, Queetz, Schlitt und Wolfsdorf                                                                |
| Amtsgericht Heilsberg              | Heilsberg               | der Kreis Heilsberg außer dem Teil, der dem Amtsgericht Guttstadt zugeordnet war |
| Amtsgericht Landsberg (Ostpreußen) | Landsberg (Ostpreußen)  | der Kreis Preußisch Eylau außer dem Teil, der den Amtsgerichten Bartenstein, Creuzburg, Domnau und Preußisch Eylau zugeordnet war |
| Amtsgericht Nordenburg             | Nordenburg              | aus dem Kreis Gerdauen der Stadtbezirk Nordenburg und die Amtsbezirke Abelischken, Abelliennen, Bajohren, Birkenfeld, Hochlindenberg, Kurkenfeld, Großpentlack, Raudischken, Schönwiese, Sobrost und Truntlack                                                    |
| Amtsgericht Preußisch Eylau        | Preußisch Eylau         | aus dem Kreis Preußisch Eylau der Stadtbezirk Preußisch Eylau und die Amtsbezirke Deren, Henriettenhof, Knauten, Groß Lauth, Loschen, Perscheln, Roditten, Stablack und Wogau                                                                                     |
| Amtsgericht Rastenburg             | Rastenburg              | der Kreis Rastenburg außer dem Teil, der dem Amtsgericht Barten zugeordnet war |
| Amtsgericht Rößel                  | Rößel                   | der Kreis Rößel außer dem Teil, der dem Amtsgerichten Bischofsburg, Bischofstein und Seeburg zugeordnet war |
| Amtsgericht Schippenbeil           | Schippenbeil            | aus dem Kreis Friedland der Stadtbezirk Schippenbeil und die Amtsbezirke Genditten, Klingenberg, Landskron, Langhanken, Langendorf, Massaunen, Maxkeim, Romsdorf, Groß Schwansfeld, Stolzenfeld und Wöterkeim                                                     |
| Amtsgericht Seeburg                | Seeburg                 | aus dem Kreis Rößel der Stadtbezirk Seeburg und die Amtsbezirke Elsau, Frankenau, Freudenberg, Krokau, Prossitten und Voigtshof |

Der  Landgerichtsbezirk  hatte 1888 zusammen 282.960 Einwohner. Am Gericht waren ein Präsident, ein Landgerichtsdirektor und sechs Richter tätig.
Im Jahre 1945 wurden der Landgerichtsbezirk unter polnische bzw. sowjetische Verwaltung gestellt und die deutschen Einwohner vertrieben. Damit endete auch die Geschichte des Landgerichtes Bartenstein.

## Richter
- Waldemar Koehne (1910 bis 1920)